# División Nore
La División Nore, (oficialmente y en inglés, Commander-in-Chief, The Nore) fue un comando operacional de la Royal Navy. Sus unidades, establecimientos y personal subordinados a veces se conocían informalmente como la Nore Station o el Nore Command. El Nore es un banco de arena en la desembocadura del estuario del Támesis y el río Medway, a la que debe su nombre esta unidad naval. A su debido tiempo, su Comandante en Jefe se hizo responsable de los subcomandos en Chatham, Londres (excepto el Almirantazgo), Sheerness, Harwich y el estuario de Humber.

## Historia
Los orígenes la unidad se remontan a Stafford Fairborne, quien en 1695 fue nombrado capitán del HMS London y "Comandante en Jefe de los barcos de Su Majestad en el río Támesis y el Medway".
A partir de entonces, y durante la mayor parte del siglo XVIII, los nombramientos sólo se hicieron de forma irregular, y a menudo sólo por períodos de tiempo limitados (que oscilaban entre siete y treinta días). El nombramiento solo se hizo permanente con el nombramiento del comodoro George Mackenzie en 1774.
A principios del siglo XVIII, el titular del puesto era conocido como Comandante en Jefe en el Támesis y Medway. En 1711 el cargo comenzó a ser conocido como Comandante en Jefe en el Támesis, Medway y Nore. En 1742 Sir Charles Hardy fue nombrado "Comandante en jefe de todos los buques de guerra en los ríos Támesis y Medway, y en la boya del Nore", y de manera similar en 1745 Sir Chaloner Ogle, Almirante de la Flota Azul, fue nombrado "Comandante en Jefe de los Buques de Su Majestad y Buques de Guerra en los ríos Támesis y en la boya del Nore",  (como de hecho lo fue Isaac Townsend en 1752).

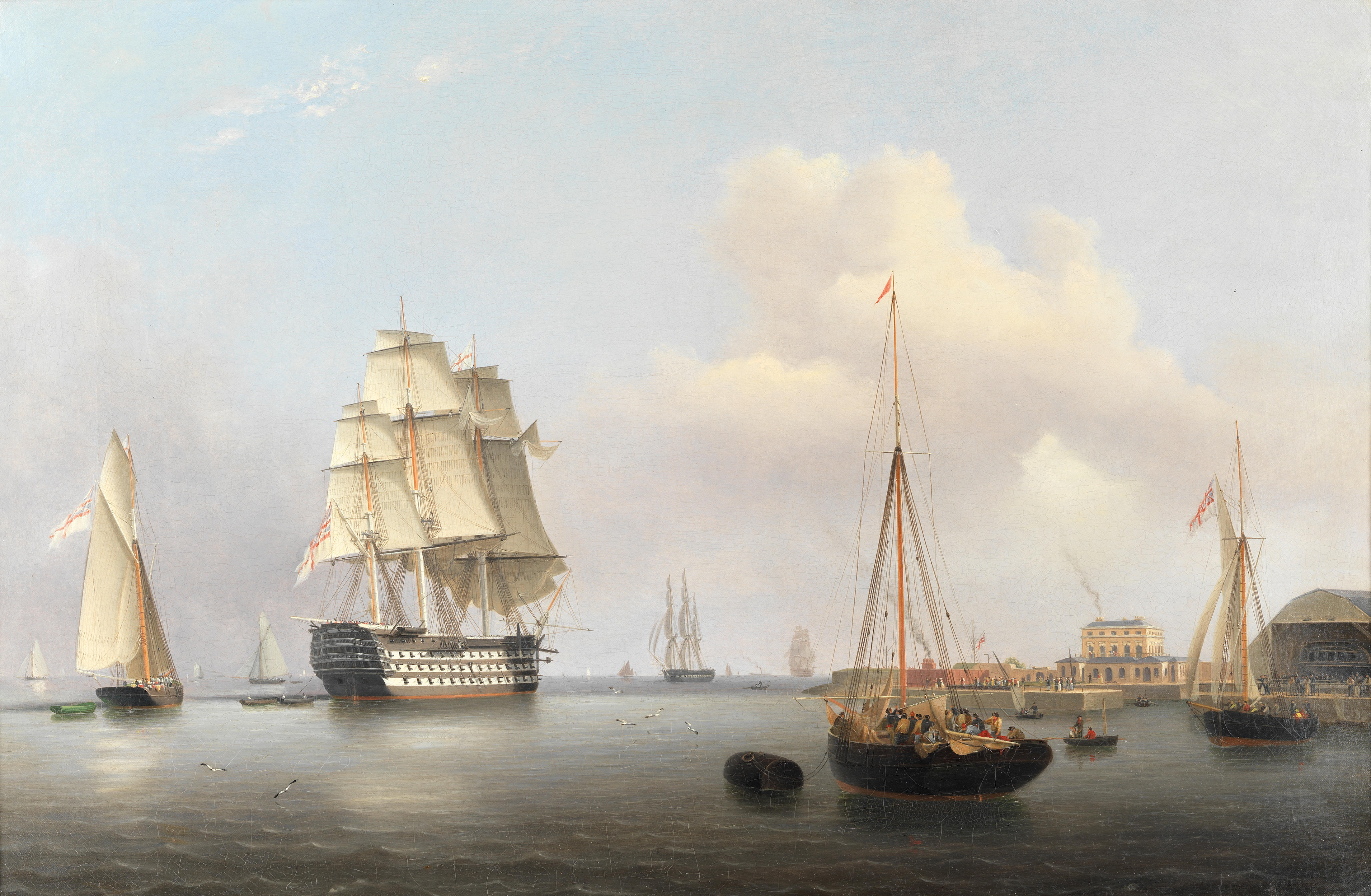
HMS Trafalgar frente al Astillero Real en Sheerness (por Robert Strickland Thomas, 1845). La casa grande a la derecha con la chimenea humeante es la del Almirantazgo en Sheerness.

A partir de 1827, el Comandante en Jefe se alojó en la casa del Almirantazgo en Sheerness, construida como parte de la renovación del astillero de Sheerness. De 1834 a 1899 su nombramiento fue a veces conocido como "Comandante en Jefe en Sheerness"; pero por lo demás, en esta época, se le conocía como Commander-in-Chief, The Nore.
Después de la disolución de la Home Fleet en 1905, los barcos restantes en un estado menor de preparación se dividieron entre tres divisiones de reserva: la División Nore más la División Devonport y la División Portsmouth. En 1909 la división salió del estado de reserva y entró en funcionamiento como parte de la 3.ª y 4.ª Divisiones de la Home Fleet.
En 1907, el Comandante en Jefe se trasladó a una nueva casa del Almirantazgo junto al cuartel naval (HMS Pembroke) en Chatham, mientras que la casa en Sheerness era entregada al Comandante en Jefe de la Home Fleet. La Patrulla de Dover, la Fuerza Harwich y la Fuerza Humber operaron en el Canal de la Mancha durante la Primera Guerra Mundial, pero eran responsables ante el Almirantazgo en Londres; el Nore era efectivamente un proveedor de apoyo en tierra en lugar de un comando con responsabilidades operativas.
En 1938 se construyó un Cuartel General Combinado de Área subordinado cerca de la casa del Almirantazgo para acomodar al Comandante en Jefe junto con el Oficial al Mando del Grupo Nº 16 de la RAF, el Comando Costero y sus respectivos estados mayores. Se construyeron sedes similares cerca de los otros Astilleros Reales. Durante la Segunda Guerra Mundial, el Nore asumió una gran importancia: se utilizó para proteger los convoyes de la costa este que abastecían a los puertos del noreste de Inglaterra.
Durante la Segunda Guerra Mundial, el mando de la unidad en Chatham, incluía ocho unidades subordinadas, cada uno de las cuales generalmente estaba comandado por un Oficial de Bandera, ya sea un Contralmirante o un Vicealmirante. Incluían las bases navales de Brightlingsea, Harwich, Humber, Londres (sin incluir el Almirantazgo), Lowestoft, Sheerness, Southend y Yarmouth. Estos subcomandos se dividieron a su vez en áreas de base generalmente comandadas por un Naval Officer in Charge (NOIC) o un Residential Naval Officer (RNO), que incluían las Reales Bases Navales de su Majestad en Boston, Burnham-on-Crouch, Felixstowe, Gravesend, Grimsby, Immingham y Queensborough.
Con el inicio de la Guerra Fría, la División Nore disminuyó en importancia a medida que la armada se reducía. Entre 1952 y 1961, el comandante en jefe de la unidad, fue nombrado Comandante de la Subárea de Nore del Mando Aliado del Canal de la OTAN.
Cecil Hampshire escribe que el nombramiento del comandante en jefe finalmente caducó como parte de las economías del "Camino a Seguir". La ceremonia de clausura tuvo lugar el 24 de marzo de 1961, con la ceremonia de arriado de la bandera real en presencia de miembros de la Admiralty Board, varios ex comandantes en jefe, otras figuras civiles y militares, "... y el Comandante en Jefe de la flota de los Países Bajos que enarbolaba su bandera en el nuevo destructor holandés HNLMS Limburg, que había sido invitado a asistir". El nombramiento del Comandante en Jefe fue finalmente suspendido el 31 de marzo de 1961. Cecil Hampshire escribe que a partir del 1 de abril de 1961, el área se dividió entre el Comandante en Jefe de Portsmouth y el Oficial de Bandera de Escocia e Irlanda del Norte, la línea de demarcación estaba "aproximadamente en el Estuario del Wash". A los efectos de la administración, a partir de esa fecha, el Almirante Superintendente Chatham también tomó el título de Oficial de Bandera de Medway.
El cuartel general subterráneo pasó a servir como HMS Wildfire, un centro de entrenamiento y comunicaciones de la Reserva Naval Real, desde 1964 hasta 1994.

## Instalaciones

### Chatham

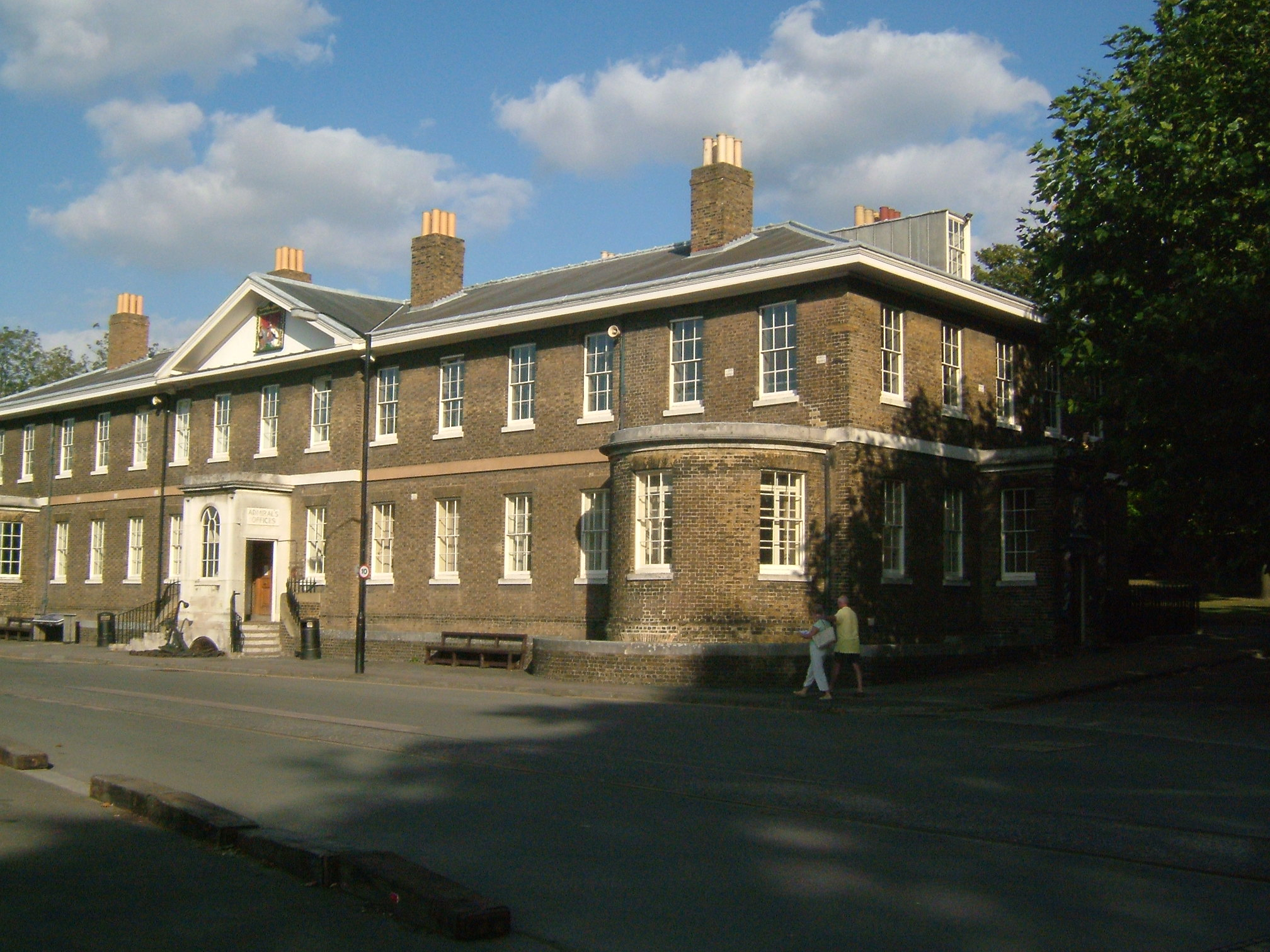
Edificio de oficinas del Almirante a cargo en Chatham

Chatham Dockyard fue un astillero ubicado en el río Medway en Kent. Establecido en Chatham a mediados del siglo XVI, el astillero se expandió posteriormente a la vecina Gillingham. En su momento más extenso, a principios del siglo XX, dos tercios del astillero se encontraban en Gillingham y un tercio en Chatham. El oficial superior era un capitán-superintendente del astillero de Chatham o el almirante-superintendente de Chatham
A principios del siglo XX, se estableció el Contralmirante Comandante de la División de Reserva de Chatham Sheerness, que finalmente pasó a ser responsable ante el Comandante en Jefe de la(s) Home Fleet(s). Entre los titulares de los cargos se encontraban los contralmirantes Walter Hodgson Bevan Graham, del 3 de enero de 1905 al 3 de enero de 1906; Charles H. Adair 3 de enero de 1906 – 3 de enero de 1907; y Frank Finnis del 3 de enero de 1907 al 4 de enero de 1909.
El Cuartel de la Marina Real de Chatham fue construido específicamente para proporcionar alojamiento e instalaciones de entrenamiento para los hombres de la flota de reserva que esperaban ser nombrados para los barcos. Diseñado por el coronel Henry Pilkington, la construcción del cuartel comenzó en 1897 y se completó en diciembre de 1902.

### Astillero de Sheerness
El astillero de Sheerness fue un astillero de la Royal Navy situado en la península de Sheerness, en la desembocadura del río Medway en Kent. Fue inaugurado en la década de 1660 y clausurado en 1960.
Fue dirigido por el Almirante-Superintendente de Sheerness.

## Sub-áreas durante la Primera y Segunda Guerra Mundial
En diferentes momentos durante la Primera y Segunda Guerra Mundial, se establecieron hasta nueve subáreas. Por lo general, eran administrados por un vicealmirante o contralmirante retirado, o un capitán en activo, que eran nombrados como oficiales navales superiores u oficiales de bandera.
| Subárea       | Buque insignia o base principal               | Oficiales de Bandera o al mando              | Fechas               | Notas                                                                                 |
| ------------- | --------------------------------------------- | -------------------------------------------- | -------------------- | ------------------------------------------------------------------------------------- |
| Brightlingsea | HMS Wallaroo; HMS City of Perth then HMS Nemo | Oficial Naval Superior en Brighlingsea       | 1914–1945            | [ 24 ] [ 25 ] [ 26 ]                                                                  |
| Dover         | HMS Nemo                                      | Oficial Naval a cargo en Dover y CO HMS Lynx | 1945–1946            | [ 27 ]                                                                                |
| Harwich       | HMS Badger                                    | Oficial de Bandera a cargo en Harwich        | 1914–1944            |                                                                                       |
| Humber        | HMS Beaver                                    | Oficial de Bandera a cargo en Humber         | 1939–1946            | [ 25 ]                                                                                |
| Londres       | HMS Yeoman                                    | Oficial de Bandera a cargo en Londres        | 1938–1946            | Contraalmirante Edward Courtney Boyle 1939–42 Almirante Martin Dunbar-Nasmith 1942–46 |
| Lowestoft     | HMS Minos                                     | Oficial Naval a cargo en Lowestoft           | 1914–1918, 1942–1946 |                                                                                       |
| Southend      | HMS Leigh                                     | Comandante en Jefe en Southend               | 1914–1918, 1942–1946 |                                                                                       |
| Yarmouth      | HMS Watchful                                  | Oficial de Bandera a cargo en Yarmouth       | 1942–1945            | [ 25 ]                                                                                |

Otras instalaciones:
| Establecimiento          | Localización | Periodo   | Notas                                               |
| ------------------------ | ------------ | --------- | --------------------------------------------------- |
| HM Naval Base, Immingham | Immingham    | 1914–1918 | la cadena de mando era a la SNO/FO, Estación Humber |
| RNTE Shotley             | Chatham      | 1914–1918 | Establecimiento de Entrenamiento Shotley            |

## Formaciones marítimas
Entre las formaciones incluidas que sirvieron en la División Nore se encuentran:
| Naval Units                             | Based at                 | Date                                             | Notes                                                                         |
| --------------------------------------- | ------------------------ | ------------------------------------------------ | ----------------------------------------------------------------------------- |
| Flota de Reserva                        | Chatham                  | 1900–1905                                        | 4 cruceros protegidos                                                         |
| Flota de Reserva                        | Chatham                  | 1906–-1914                                       | 13 cruceros de las clases Aeolus, Arrogant, Astraea, Diadem, Eclipse y Edgar. |
| Flota de Reserva                        | Chatham                  | 1939                                             | incluye: 6 cruceros, 15 destructores y 5 dragaminas                           |
| 2.º Escuadrón de Batalla (Reino Unido)  | Chatham                  | Mayo de 1916 – Abril de 1918                     | ex Gran Flota                                                                 |
| 2.º Escuadrón de Cruceros (Reino Unido) | Chatham                  | 1939–1940                                        |                                                                               |
| 5.º Escuadrón de Cruceros (Reino Unido) | Chatham                  | 1908–1909                                        |                                                                               |
| 7.º Escuadrón de Cruceros (Reino Unido) | Chatham                  | 1912                                             |                                                                               |
| HMS Curacoa (D41)                       | Chatham                  | 1939                                             | Clase C (crucero ligero)                                                      |
| HMS London (69)                         | Chatham                  | 1939                                             | Clase County (crucero pesado)                                                 |
| 1.ª Flotilla de Destructores            | Harwich                  | Diciembre de 1939 – junio de 1940                |                                                                               |
| 4.ª Flotilla de Destructores            | Humber                   | Agosto – diciembre de 1916                       |                                                                               |
| 5.ª Flotilla de Destructores            | Chatham                  | 1939–1940                                        |                                                                               |
| 7.ª Flotilla de Destructores            | Humber/Chatham           | August 1914 – November 1918, 1939–1940           | WWI part of AOPs                                                              |
| 8.ª Flotilla de Destructores            | Chatham                  | 1911–1914                                        | 1 crucero, 2 exploradores y 24 destructores-torpederos                        |
| 9.ª Flotilla de Destructores            | Nore                     | 1911–1914                                        | 1 crucero, 2 exploradores y 27 destructores                                   |
| 16.ª Flotilla de Destructores           | Harwich                  | Junio de 1940 – mayo de 1945                     |                                                                               |
| 18.ª Flotilla de Destructores           | Harwich                  | Junio–diciembre de 1940                          | disuelta                                                                      |
| 19.ª Flotilla de Destructores           | Chatham                  | Septiembre–octubre de 1939                       | transferido a la Patrulla Dover                                               |
| 20.ª Flotilla de Destructores           | Immingham                | 1914–1918, 1941                                  |                                                                               |
| 21.ª Flotilla de Destructores           | Sheerness                | Julio de 1940 – Mayo 1945                        | formed the southern force for the escort of east coast convoys                |
| 22.ª Flotilla de Destructores           | Harwich                  | Noviembre–Diciembre de, 1939                     | renombrada como 1.ª Flotilla de Destructores                                  |
| Flotilla del Nore                       | Harwich                  | 1895–1909                                        | 43 destructores-torpederos                                                    |
| Flotilla Local del Nore                 | Harwich                  | 1912–1914                                        | was a Destroyer Flotilla                                                      |
| 20th Minelaying Destroyer Flotilla      | Harwich                  | 1939–1940                                        |                                                                               |
| 4.ª Flotilla de Dragaminas              | Harwich                  | Septiembre de 1939 – Julio de 1942               |                                                                               |
| 5.ª Flotilla de Dragaminas              | Harwich                  | Septiembre de 1939 – Abril de 1941               | Absorbida por la 4.ª Flotilla de Dragaminas (4MSF)                            |
| 6.ª Flotilla de Dragaminas              | Harwich                  | Mayo–Septiembre de 1940                          |                                                                               |
| 7.ª Flotilla de Dragaminas              | Harwich                  | Marzo de 1944 – Enero de 1945                    |                                                                               |
| 8.ª Flotilla de Dragaminas              | Chatham                  | 1939                                             |                                                                               |
| 10.ª Flotilla de Dragaminas             | Chatham                  | Abril de 1945                                    |                                                                               |
| 11.ª Flotilla de Dragaminas             | Chatham                  | Abril de 1945                                    |                                                                               |
| 15.ª Flotilla de Dragaminas             | Chatham                  | Febrero de 1944                                  |                                                                               |
| 18.ª Flotilla de Dragaminas             | Chatham                  | Mayo de 1943                                     |                                                                               |
| 40.ª Flotilla de Dragaminas             | Harwich                  | 1945                                             |                                                                               |
| 44.ª Flotilla de Dragaminas             | Harwich                  | Agosto de 1944                                   |                                                                               |
| 117.ª Flotilla de Dragaminas            | Sheerness                | 1944                                             |                                                                               |
| 133.ª Flotilla de Dragaminas            | Sheerness                | 1944                                             |                                                                               |
| 140.ª Flotilla de Dragaminas            | Sheerness & Harwich      | 1944                                             | unidad repartida entre las dos bases navales                                  |
| 163.ª Flotilla de Dragaminas            | Lowestoft                | 1944                                             |                                                                               |
| 202.ª Flotilla de Dragaminas            | Lowestoft                | 1944                                             |                                                                               |
| 203.ª Flotilla de Dragaminas            | Harwich                  | 1944                                             |                                                                               |
| 5.ª Flotilla de Torpederos a Motor      | Immingham                | 1939–1941                                        |                                                                               |
| 11.ª Flotilla de Torpederos a Motor     | Felixstowe               | 1944                                             |                                                                               |
| 21.ª Flotilla de Torpederos a Motor     | Felixstowe               | 1944                                             |                                                                               |
| 22.ª Flotilla de Torpederos a Motor     | Felixstowe               | 1944                                             |                                                                               |
| 29.ª Flotilla de Torpederos a Motor     | Felixstowe               | 1944-1945                                        | Marina Real Canadiense                                                        |
| 2.ª Flotilla de Submarinos              | Immingham                | Agosto 1916 – Febrero 1917                       | Defensa costera Clase C                                                       |
| 3.ª Flotilla de Submarinos              | Immingham/Humber/Harwich | Septiembre 1916 – 1918, Octubre 1939 – Mayo 1940 |                                                                               |
| 4.ª Flotilla de Submarinos              | Sherness                 | Agosto 1916 – Septiembre 1917                    | Disuelta (procede de la antigua 5.ª Flotilla de Submarinos)                   |
| 5.ª Flotilla de Submarinos              | Sherness                 | Agosto 1914 – Agosto 1916                        | renombrada como 4.ª Flotilla de Submarinos                                    |
| 6.ª Flotilla de Submarinos              | Humber                   | Agosto 1914 – Agosto 1916                        |                                                                               |

## Comandantes en Jefe
Comandantes en Jefe incluidos:

### Comandantes en Jefe Támesis (1695–1696)
- Comodoro Sir Stafford Fairborne 1695
- Comodoro James Gother 1696[35] (fallecido durante el mandato)

### Comandantes en Jefe, Medway (1698–1699)
- Capitán John Jennings (1698) [36]
- Almirante Sir Cloudesley Shovell (1698–1699)[37]

### Comandantes en Jefe, Támesis y Medway (1706–1711)
- Capitán Robert Fairfax (1706)
- Vicealmirante Sir John Jennings (1708) [36][38]

### Comandantes en Jefe, Támesis, Medwayand y Nore (1711–1747)
- Rear-Admiral Sir Thomas Hardy (1711–1712) [39]
- Capitán George St Lo (1712–1714)
- Captain John Balchen (1716)
- Contraalmirante William Caldwell (12 de noviembre de 1717–1 de diciembre de 1717)[40] (fallecido durante el mandato)
- Capitán Nicholas Haddock (1732)
- Almirante Sir George Walton (1734–1735)
- Comodoro Charles Brown (1741)
- Comodoro Christopher O'Brien (1742–1743)
- Comodoro Charles Cotterell (1744–1745)
- Comodoro Thomas Smith (1745)
- Almirante Sir Chaloner Ogle (1745–1746)[41]
- Comodoro Edward Boscawen (1746)
- Vicealmirante Perry Mayne (1746–1747)

### Comandantes en Jefe, Medway y Nore (1747–1797)
- Contraalmirante Henry Osborn (1747–1748)
- Comodoro Temple West (1748)
- Comodoro George Townshend (1748–1749)
- Almirante Isaac Townsend (1752)
- Comodoro Francis Geary (1757–1758) [42]
- Comodoro William Boys (1759–1761) [43]
- Comodoro William Gordon (1762–1765) [44]
- Comodoro William Saltern Willett (28 de noviembre de 1766–8 de diciembre de 1769)[45] (fallecido durante el mandato)
- Comodoro Christopher Hill (1770)
- Contraalmirante Sir Peter Denis (1771)
- Comodoro George Mackenzie (1774–1775)
- Comodoro Sir Edward Vernon (1775–1776)
- Contraalmirante John Campbell (1778)
- Vicealmirante Robert Roddam (1778–1783) [46]
- Comodoro Sir Walter Stirling (1783–1785)
- Comodoro Sir Andrew Hamond (1785–1788) [47]
- Vicealmirante Richard "Toby" Edwards (1788) [48]
- Comodoro Skeffington Lutwidge (1788–1789)
- Comodoro Thomas Pasley (1789–1791)
- Comodoro William Locker (1792)
- Comodoro George Murray (1792–1793)
- Vicealmirante John Dalrymple (1793–1795)
- Vicealmirante Sir George Collier (1795)
- Vicealmirante Charles Buckner (1795–1797) [49]

### Comandante en Jefe, Nore (1797–1834)
Titulares del puesto incluidos:
- Vicealmirante Skeffington Lutwidge (1797–1798)
- Vicealmirante Sir Thomas Pasley (1798–1799)
- Vicealmirante Alexander Graeme (1799–1803)
- Vicealmirante Lord Keith (1803–1807) (formaba parte de la División del Mar del Norte)
- Vicealmirante Thomas Wells (1807–1810)
- Vicealmirante Sir Henry Stanhope (1810–1811)
- Vicealmirante Sir Thomas Williams (1811–1814)
- Vicealmirante Sir Charles Rowley (1815–1818)
- Vicealmirante Sir John Gore (1818–1821)
- Vicealmirante Sir Benjamin Hallowell (1821–1824)
- Vicealmirante Sir Robert Moorsom (1824)
- Vicealmirante Sir Henry Blackwood (1827–1830)
- Vicealmirante Sir John Beresford (1830–1833)
- Vicealmirante Sir Richard King (1833–1834) (fallecido durante el mandato)

### Comandante en Jefe, Sheerness (1834–1899)
Titulares del puesto incluidos:
- Vicealmirante El Honorable Charles Elphinstone Fleeming (1834–1837)
- Vicealmirante Sir Robert Otway (1837–1840)
- Vicealmirante Sir Henry Digby (1840–1841)
- Vicealmirante Sir Edward Brace (1841–26 de diciembre de 1843)[51] (fallecido durante el mandato)
- Vicealmirante Sir John Chambers White (1844–2 de abril de 1845)[52] (fallecido durante el mandato)
- Vicealmirante Sir Edward Durnford King (1845–1848)
- Vicealmirante Sir George Elliot (1848–1851)
- Vicealmirante El Honorable Josceline Percy (1851–1854)
- Vicealmirante William Gordon (1854–1857)
- Vicealmirante Sir Edward Harvey (1857–1860)
- Vicealmirante Sir William James Hope-Johnstone (1860–1863)
- Vicealmirante Sir George Robert Lambert (1863–1864)
- Vicealmirante Sir Charles Talbot (1864–1866)
- Vicealmirante Sir Baldwin Wake Walker (1866–1869)
- Vicealmirante Richard Laird Warren (1869–1870)
- Vicealmirante Sir Charles Elliot (1870–1873)
- Vicealmirante George Fowler Hastings (1873–1876)
- Vicealmirante Sir Henry Chads (1876–1877)
- Vicealmirante Sir William King-Hall (1877–1879)
- Vicealmirante Sir Reginald "Rim" Macdonald (1879–1882)
- Vicealmirante Sir Edward Rice (1882–1884)
- Vicealmirante Sir John Corbett (1884–1885)
- Vicealmirante Ernesto Leopoldo de Leiningen, Príncipe de Leiningen (1885–1887)
- Vicealmirante Charles Waddilove (1887–1888)
- Vicealmirante Thomas Lethbridge (1888–1890)
- Vicealmirante Charles Thomas Curme (1890–19 de febrero de 1892)[53] (fallecido durante el mandato)
- Vicealmirante Sir Algernon "Pompo" Heneage (1892–1894)
- Vicealmirante Sir Richard Wells (1894–1896)
- Vicealmirante Sir Henry Nicholson (1896–1897)
- Vicealmirante Sir Charles Frederick Hotham (1897–1899)

### Comandante en Jefe, Nore (1899–1961)
Titulares del cargo incluidos:
- Vicealmirante Sir Nathaniel Bowden-Smith (1899–1900)
- Vicealmirante Sir William Kennedy (1900–1901)
- Vicealmirante Sir Albert Hastings Markham (1901–1903)
- Almirante Sir Hugo Pearson (1903–1907)
- Almirante Sir Gerard Noel (1907–1908)
- Almirante Sir Charles Carter Drury (1908–1911)
- Almirante Sir Richard Poore (1911–1915)
- Almirante Sir George Callaghan (1915–1918)
- Almirante Sir Frederick Doveton Sturdee (1918–1921)
- Almirante Sir Hugh Evan-Thomas (1921–1924)
- Vicealmirante Sir William Goodenough (1924–1927)
- Admiral Sir Edwyn Alexander-Sinclair (1927–1930)
- Admiral Sir Reginald Tyrwhitt (1930–1933)
- Vicealmirante Sir Hugh Tweedie (1933–1935)
- Vicealmirante Sir Edward Evans (1935– enero de 1939)
- Almirante Sir Studholme Brownrigg (enero de 1939 – diciembre de 1939)
- Almirante Sir Reginald Plunkett (diciembre de 1939–1941)
- Almirante Sir George Hamilton D'Oyly Lyon (1941–1943)
- Almirante Sir John Tovey (1943–1946)
- Almirante Sir Harold Burrough (1946–1948)
- Almirante Sir Henry Ruthven Moore (1948–1950)
- Almirante Sir Cecil Harcourt (1950–1952)
- Almirante Sir Cyril Douglas-Pennant (1952–1953)
- Almirante Sir Geoffrey Oliver (1953–1955)
- Almirante Sir Frederick Parham (1955–1958)
- Almirante Sir Robin Durnford-Slater (1958–1961)

## Oficiales superiores de Estado Mayor

### Capitán de Bandera, Nore
Entre los titulares de los puestos de apoyo al oficial naval superior en el Nore se encontraban:
- Capitán William G. Luard: Julio de 1860 – Julio de 1863
- Capitán John Fulford: Julio de 1863 – abril de 1866
- Capitán Donald McL. Mackenzie: abril de 1866 – Junio de 1869
- Capitán Thomas Miller: Junio de 1869 – Junio de 1870
- Capitán John C. Wilson: Junio de 1870 – Enero de 1872
- Capitán George W. Watson: Enero de 1872 – Enero de 1875
- Capitán Charles T. Curme: Enero de 1875 – Febrero de 1876
- Capitán  St. George C. D'Arcy-Irvine: Febrero de 1876 – Septiembre de 1877
- Capitán Thomas B. Lethbridge: Septiembre de 1877 – Enero de 1879
- Capitán Thomas B. M. Sulivan: Enero de 1879 – Julio de 1881
- Capitán John D'Arcy: July 1881 – Septiembre de 1883
- Capitán James A. Poland: Septiembre de 1883 – Septiembre de 1886
- Capitán Frederick C. B. Robinson: Septiembre de 1886 – Julio de 1887
- Capitán Arthur C. Curtis: Julio de 1887 – Julio de 1890
- Capitán Leicester C. Keppel: Julio de 1890 – Agosto de 1892
- Capitán Henry H. Boys: Agosto de 1892 – Octubre de 1894
- Capitán William H. C. St.Clair: Octubre de 1894 – Febrero de 1896
- Capitán James L. Hammet: Febrero de 1896 –  Enero de 1898
- Capitán William F. S. Mann: Enero de 1898 – Julio de 1899
- Capitán Charles Campbell: Julio – Octubre de 1899
- Capitán Henry C. Bigge: Octubre de 1899 – Febrero de 1901
- Capitán Archibald Y. Pocklington: Febrero de 1901 – Diciembre de 1902
- Capitán  Arthur Y. Moggridge:  Enero de 1907 – April 1908
- Capitán Clement Greatorex: abril–Diciembre de 1908
- Capitán Henry J. L. Clarke: Diciembre de 1908 – Agosto de 1911
- Capitán Philip H. Colomb: Agosto de 1911 – Enero de 1915
- Capitán Ernest A. Taylor: Enero de 1915 – Mayo de 1916
- Capitán William Bowden-Smith: Mayo–Julio de 1916
- Capitán Alexander V. Campbell: Julio de 1916 – abril de 1918
- Capitán Cecil M. Staveley: abril–Octubre 1918

### Jefes de Estado Mahyor (Nore)
Entre los titulares que apoyaban al CINC (Nore) se incluían:
- Capitán Theobald W. B. Kennedy: Octubre de 1918 – Mayo de 1921
- Capitán Wilfred Tomkinson: May 1921 – Junio de 1923
- Capitán Herbert W.W. Hope: Junio de 1923 – Diciembre de 1924
- Capitán Honorable William S. Leveson-Gower: Diciembre de 1924 – Mayo de 1927
- Capitán Honorable E. Barry S. Bingham: Mayo de 1927 – Mayo de 1929
- Capitán Douglas B. Le Mottee: Mayo de 1929 – Mayo de 1931
- Capitán Reginald V. Holt: Mayo de 1931 – Agosto de 1933
- Capitán Hector Boyes: Agosto de 1933 – Noviembre de 1934
- Capitán Robert B. Ramsay: Noviembre de 1934 – Diciembre de 1935
- Capitán Reginald B. Darke: Diciembre de 1935 – Agosto de 1937
- Capitán Philip Esmonde Phillips: Agosto de 1937 – Julio de 1938
- Capitán Honorable George Fraser: Julio de 1938 – Mayo de 1940
- Contraalmirante Alfred H. Taylor: Mayo de 1940 – Marzo de 1943
- Comodoro George H. Creswell: Marzo–Octubre de 1943
- Comodoro Robert G. H. Linzee: Octubre de 1943 – abril de 1946
- Capitán Albert L. Poland: abril de 1946 – Julio de 1948
- Capitán  Lennox A. K. Boswell: Julio de 1948 – Mayo de 1949
- Capitán Arthur M. Knapp: Mayo de 1949 – Junio de 1951
- Capitán Herbert F. H. Layman: Junio de 1951 – Enero de 1953
- Capitán Ronald E. Portlock: Enero de 1953 – Diciembre de 1954
- Capitán John A. W. Tothill: Diciembre de 1954 – Julio de 1956
- Capitán William A. F. Hawkins: Julio de 1956 – Diciembre de 1957
- Capitán Roger B. N. Hicks: Diciembre de 1957 – abril de 1960
- Capitán Barry J. Anderson: abril de 1960 – March 1961

#### Departamentos y unidades subordinadas
Incluidas:
- Jefe de Gabinete Adjunto
- Subsecretario
- Oficial de Estado Mayor de Servicio
- Capitán de Corbeta de Bandera
- Secretario del Jefe de Gabinete
- Oficial de Estado Mayor (Desminado)
- Oficial de Estado Mayor A/P y Oficial Adjunto de Estado Mayor (Desminado)
- Oficial de Estado Mayor (Convoys)
- Oficial de Estado Mayor (Inteligencia)
- Oficial de Estado Mayor (LD)
- Oficial de Estado Mayor (Operaciones)
- Oficial de Estado Mayor (Planes)
- Oficial de Señales de Estado Mayor
- Oficial de Torpedos de Estado Mayor
- Capitán Jefe de Mantenimiento